# Église Saint-Nicolas de Péronne-en-Mélantois
Pour les articles homonymes, voir Église Saint-Nicolas.
L’église Saint-Nicolas est un édifice religieux catholique situé au cœur du village de Péronne-en-Mélantois (France).
L’église fait l’objet d’une inscription au titre des monuments historiques depuis le 21 novembre 1969.